# Umspuranlage Zweisimmen

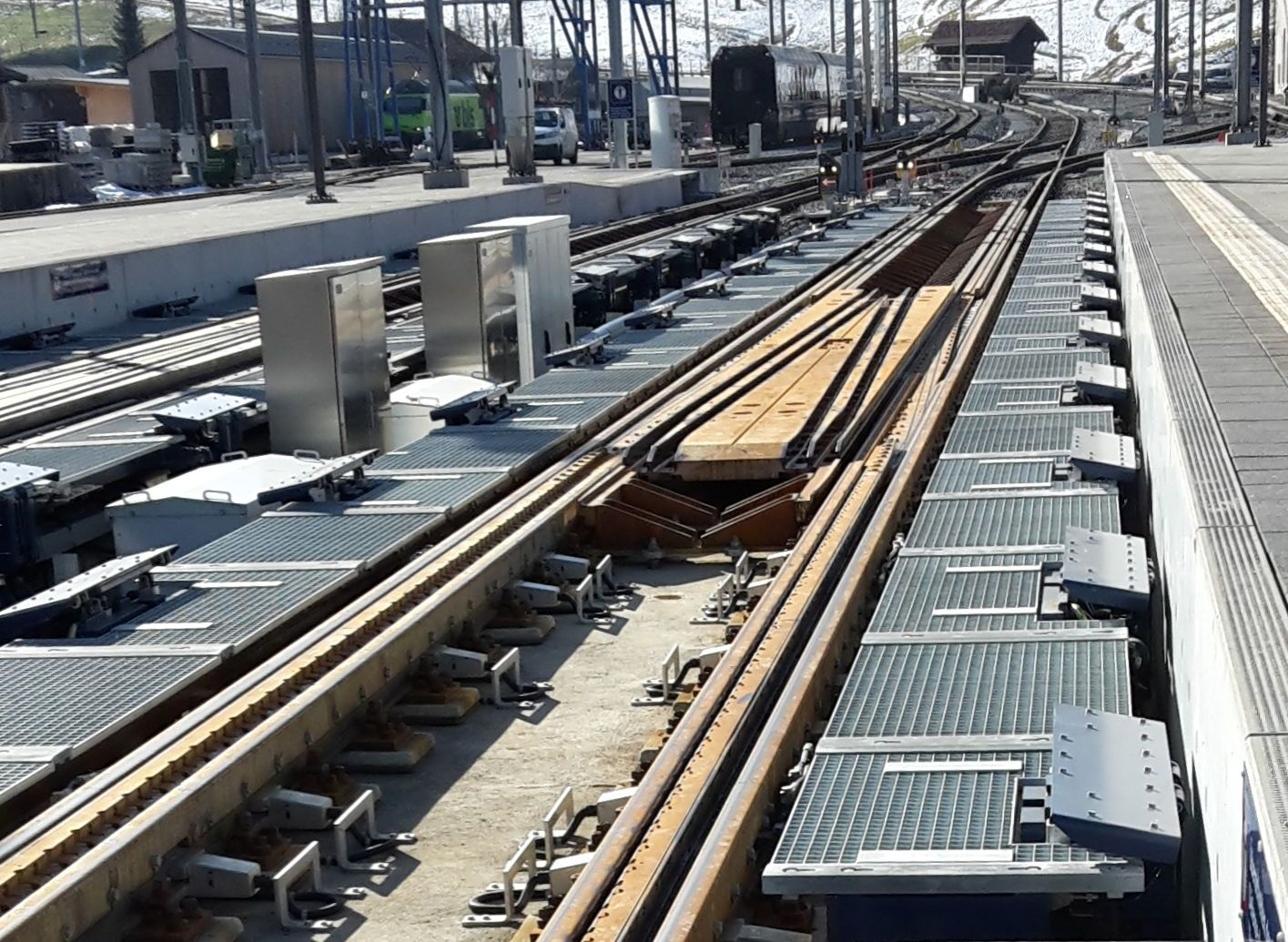
Die zwei parallelen Umspuranlage in Zweisimmen: innerhalb der Vierschienengleise je eine Stahlplatte mit Nuten, von denen aus das Umspuren der Drehgestelle während der Fahrt automatisch vorgenommen wird. Daneben: die heruntergeklappten, mit Gitterblechen verdeckten Rampen. Hintergrund: das geradeaus führende Stumpfgleis für die BLS-Loks.

Die zwei Umspuranlagen in Zweisimmen dienen zum Umspuren von einem Teil der Golden-Pass-Line-Wagen der Montreux-Berner Oberland-Bahn zur Weiterfahrt auf der Strecke der BLS AG von Zweisimmen über Spiez bis Interlaken.  Ihre Drehgestelle werden automatisch von der Meterspur  der MOB auf die Normalspur der BLS umgestellt bzw. bei der Rückfahrt zurückgestellt. Die Loks sind nicht umspurbar, weshalb in Zweisimmen ein Lokwechsel erfolgt. Beide, sowohl die Lok der MOB als auch die der BLS, können mit je konstanter Spurweite die Anlagen passieren und anschliessend auf je ein  stumpfes Abstellgleis ausscheren. Dort warten sie je einen nächsten Gegenzug ab, um mit diesem nach dem Umspuren ihre jeweilige Rückfahrt zu beginnen. Zwischen den Ausscherstellen sind die Gleise vierschienig. Jedes der beiden Stumpfgleise ist an die beiden parallel angeordneten (an den Enden der Bahnsteig-Gleise 6 und 7) Anlagen angeschlossen.
Die Umspuranlagen sind nicht überdacht und lassen sich somit gut besichtigen. Die wesentlichen Merkmale sind
- pfeilförmige Nuten in einer Bodenplatte, in denen während des Umspuren die dieses bewirkenden Zapfen gleiten,
- hochklappbare seitliche Rampen, auf denen die Wagenkästen mittels seitlicher Ausleger während des Umspurens rollen und
- Vierschienengleise, die durch die Anlagen führen und von denen je ein Gleis zu je einem Stumpfgleis herausführt: in Richtung Montreux das Normalspur- aus dem Meterspur-Gleis; in Richtung Interlaken das Meterspur- aus dem Normalspur-Gleis.

Da in der Schweiz die Bahnsteighöhen (über Oberkante Gleis) bei Schmalspur- und Normalspurbahnen verschieden sind (etwa 20 cm höher bei Normalspur), wird auch die Höhe der Drehgestelle zusammen mit dem Umspuren verändert. An den Umspuranlagen ist das an den seitlichen Rampen erkennbar. Deren Anfahrteile sind deutlich unterschiedlich lang: kurz an der Normalspur-, lang an der Meterspurseite. Im kurzen Teil werden die Wagenkästen nur wenig für die Entlastung der Drehgestell-Laufräder, im langen Teil zusätzlich um die etwa 20 cm für die Bahnsteighöhen-Anpassung der Drehgestelle angehoben.

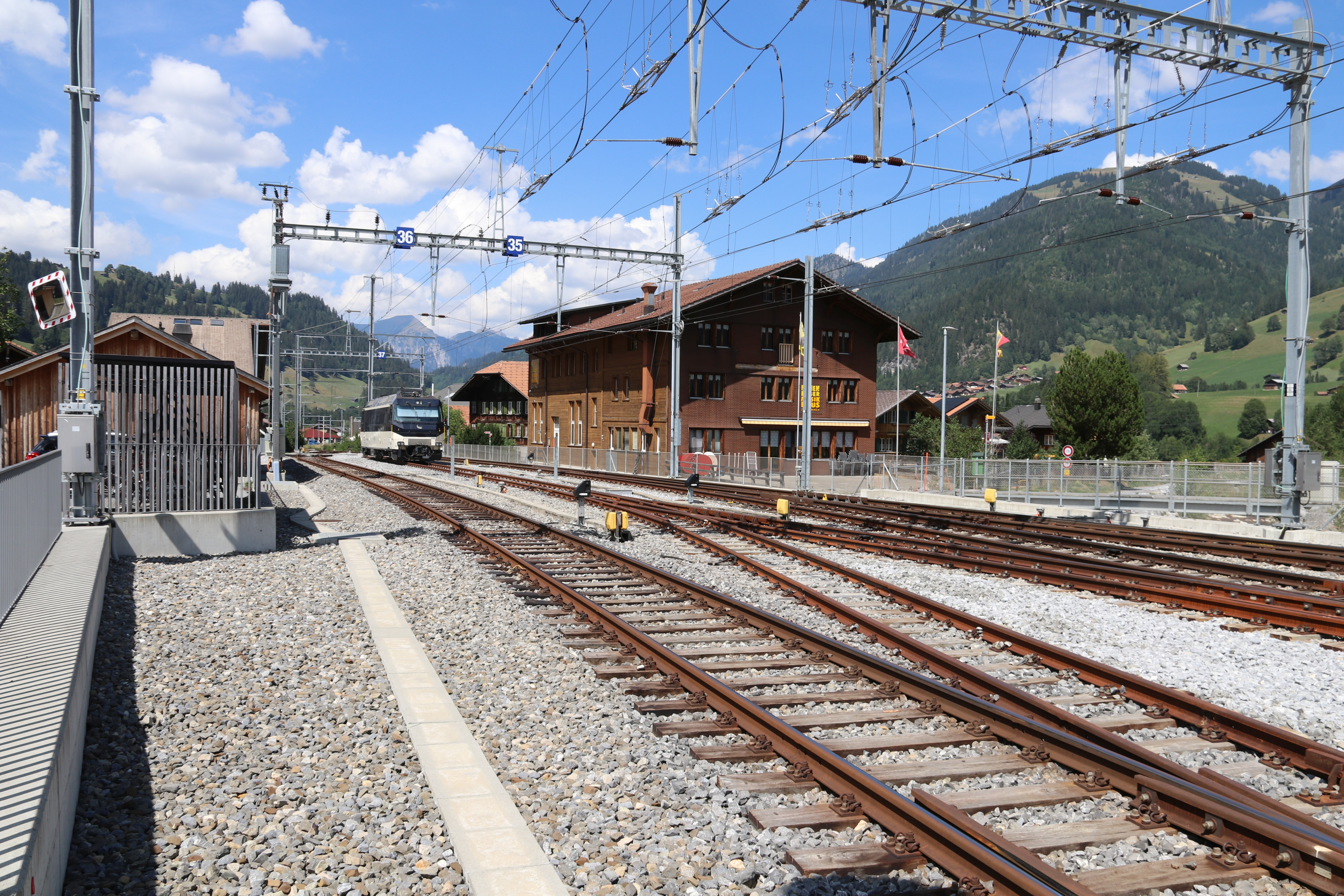
Eine MOB-Lok, die einen GPX-Zug durch eine der beiden Umspuranlagen und weiter nach Montreux schieben wird, wartet am Nordkopf des Bahnhofs auf einem  Meterspur-Stumpfgleis. Rechts unten: eine Ausfädelstelle aus einem der beiden Vierschienengleise.
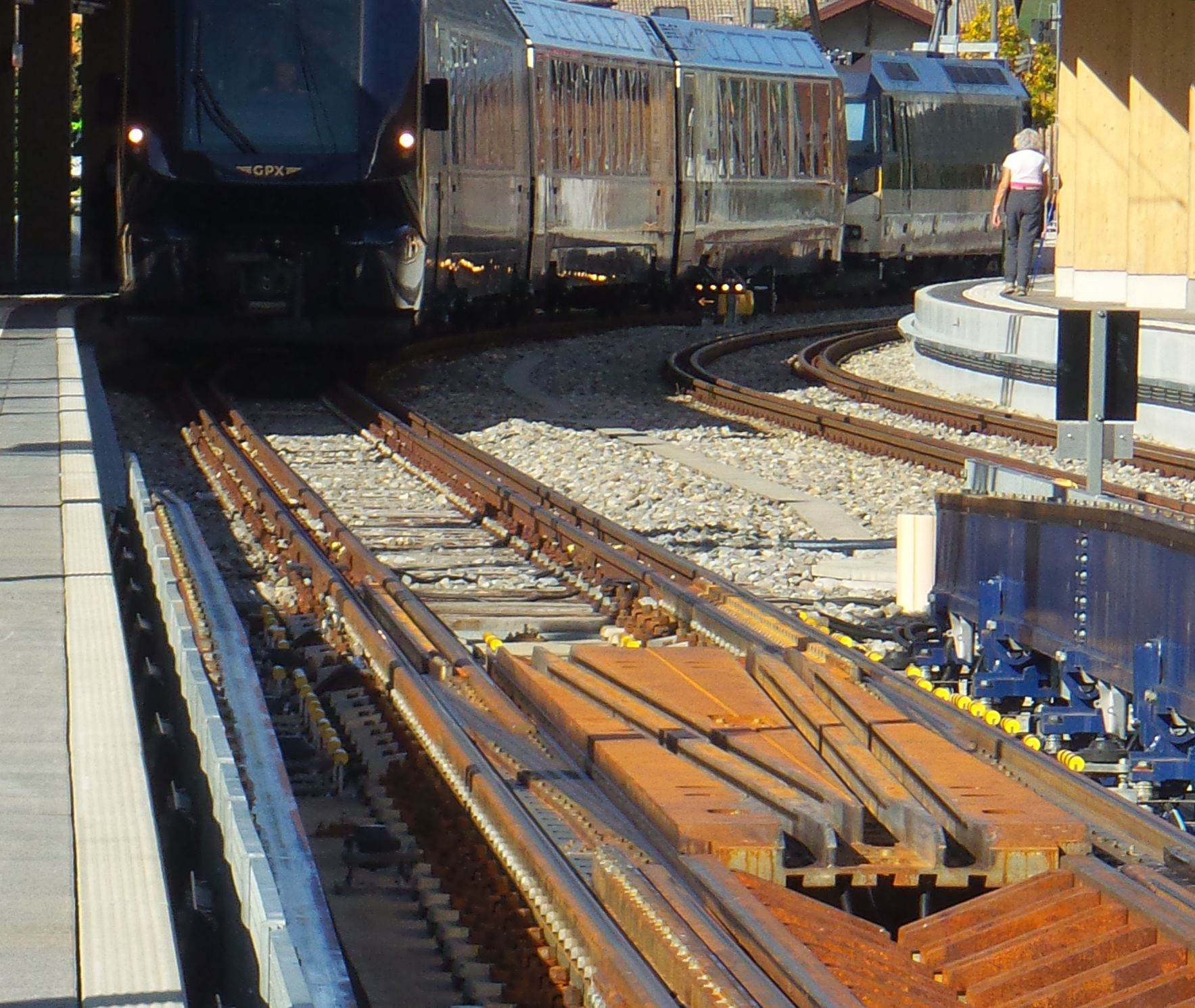
Ein aus Interlaken kommender GPX-Zug am Bahnsteig 6 in Zweisimmen. Der Lok-Wechsel ist beendet: hinten die den Zug durch eine Umspuranlage und nach Montreux weiter schiebende MOB-Lok. An den Seiten der Anlage die hochgeklappten blauen Rampen.
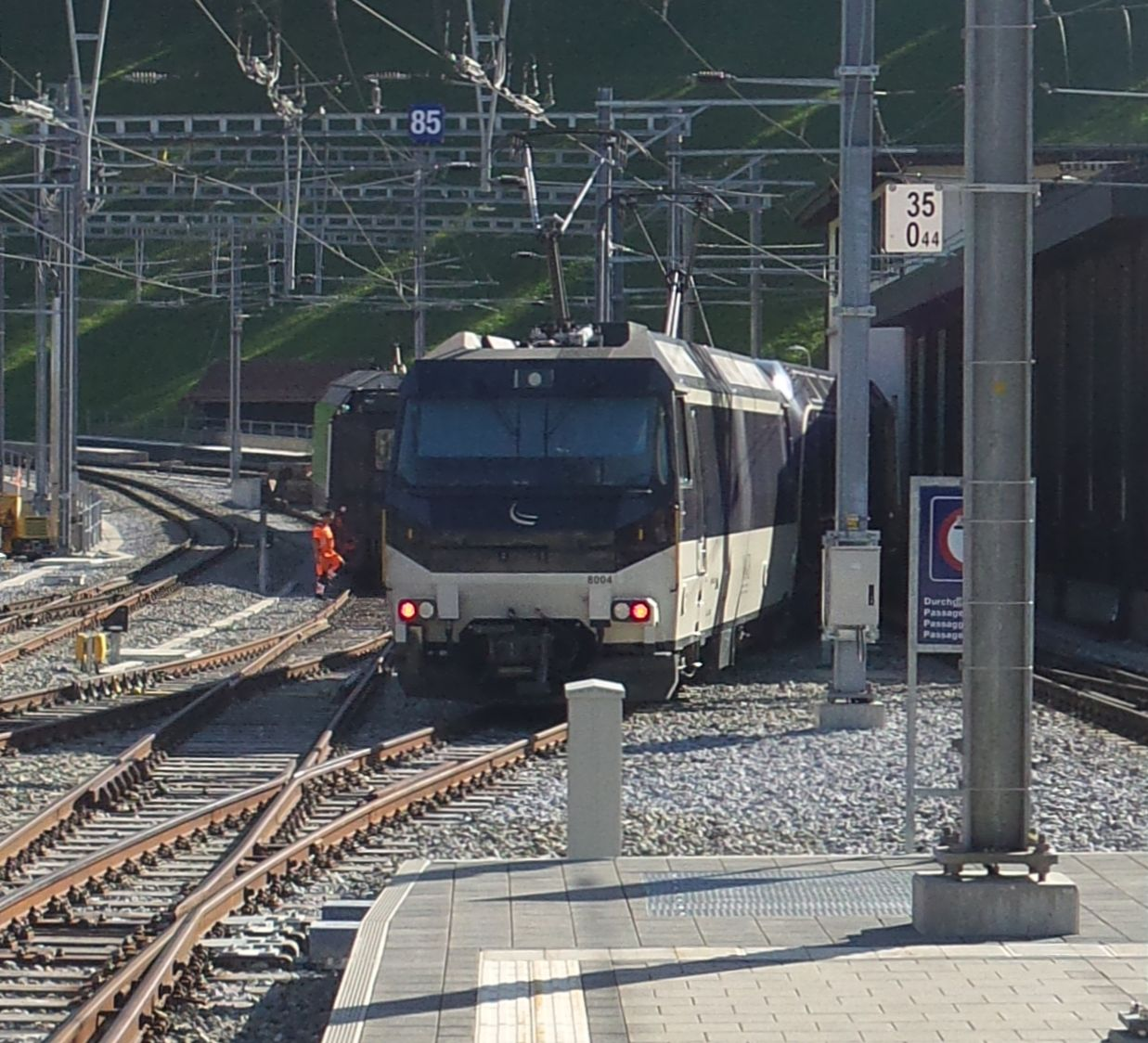
Der umgespurte GPX-Zug  wird weiter nach Montreux geschoben. Links dahinter: Interfacewagen und BLS-Lok, die den Zug von Interlaken nach Zweisimmen gezogen hat, auf normalspurigem Stumpfgleis am Südkopf des Bahnhofs (von links nimmt dieses das zweite Normalspurgleis auf).